# Chosen (Webserie)/Episodenliste
Diese Episodenliste enthält alle Episoden der US-amerikanischen Webserie Chosen, sortiert nach der US-amerikanischen Erstausstrahlung. Die Serie umfasst drei Staffeln mit 18 Episoden.

## Übersicht
| Staffel | Episodenanzahl | Erstveröffentlichung USA | Erstveröffentlichung USA | Deutschsprachige Erstausstrahlung | Deutschsprachige Erstausstrahlung |
| Staffel | Episodenanzahl | Staffelpremiere          | Staffelfinale            | Staffelpremiere                   | Staffelfinale                     |
| ------- | -------------- | ------------------------ | ------------------------ | --------------------------------- | --------------------------------- |
| 1       | 6              | 17. Januar 2013          | 17. Januar 2013          | 2. Februar 2015                   | 9. Februar 2015                   |
| 2       | 6              | 12. Dezember 2013        | 26. Dezember 2013        | 16. Februar 2015                  | 23. Februar 2015                  |
| 3       | 6              | 15. April 2014           | 15. April 2014           | 2. März 2015                      | 9. März 2015                      |

## Staffel 1
| Nr. (ges.) | Nr. (St.) | Deutscher Titel   | Originaltitel | Erstausstrahlung USA | Deutschsprachige Erstausstrahlung (D) | Regie     | Drehbuch  |
| ---------- | --------- | ----------------- | ------------- | -------------------- | ------------------------------------- | --------- | --------- |
| 1          | 1         | Die Box           | The Box       | 17. Jan. 2013        | 2. Feb. 2015                          | Ben Ketai | Ben Ketai |
| 2          | 2         | Die Jäger         | The Hunters   | 17. Jan. 2013        | 2. Feb. 2015                          | Ben Ketai | Ben Ketai |
| 3          | 3         | Die Mittelsmänner | The Fixers    | 17. Jan. 2013        | 2. Feb. 2015                          | Ben Ketai | Ben Ketai |
| 4          | 4         | Die Wächter       | The Watchers  | 17. Jan. 2013        | 9. Feb. 2015                          | Ben Ketai | Ben Ketai |
| 5          | 5         | Die Kavallerie    | The Cavalry   | 17. Jan. 2013        | 9. Feb. 2015                          | Ben Ketai | Ben Ketai |
| 6          | 6         | Der Ausweg        | The Way Out   | 17. Jan. 2013        | 9. Feb. 2015                          | Ben Ketai | Ben Ketai |

## Staffel 2
| Nr. (ges.) | Nr. (St.) | Deutscher Titel       | Originaltitel       | Erstausstrahlung USA | Deutschsprachige Erstausstrahlung (D) | Regie     | Drehbuch                             |
| ---------- | --------- | --------------------- | ------------------- | -------------------- | ------------------------------------- | --------- | ------------------------------------ |
| 7          | 1         | Zweite Chancen        | Second Chances      | 12. Dez. 2013        | 16. Feb. 2015                         | Ben Ketai | Ben Ketai, Ryan Lewis & Evan Charnov |
| 8          | 2         | Helden und Schurken   | Heroes and Villains | 12. Dez. 2013        | 16. Feb. 2015                         | Ben Ketai | Ben Ketai, Ryan Lewis & Evan Charnov |
| 9          | 3         | Vor deiner Tür        | Right At Your Door  | 19. Dez. 2013        | 16. Feb. 2015                         | Ben Ketai | Ben Ketai, Ryan Lewis & Evan Charnov |
| 10         | 4         | Mörder                | Killers             | 19. Dez. 2013        | 23. Feb. 2015                         | Ben Ketai | Ben Ketai, Ryan Lewis & Evan Charnov |
| 11         | 5         | Kollisionskurs        | Collision Course    | 26. Dez. 2013        | 23. Feb. 2015                         | Ben Ketai | Ben Ketai, Ryan Lewis & Evan Charnov |
| 12         | 6         | Beschütze dich selbst | Protect Your Own    | 26. Dez. 2013        | 23. Feb. 2015                         | Ben Ketai | Ben Ketai, Ryan Lewis & Evan Charnov |

## Staffel 3
| Nr. (ges.) | Nr. (St.) | Deutscher Titel  | Originaltitel   | Erstausstrahlung USA | Deutschsprachige Erstausstrahlung (D) | Regie        | Drehbuch                 |
| ---------- | --------- | ---------------- | --------------- | -------------------- | ------------------------------------- | ------------ | ------------------------ |
| 13         | 1         | Erlösung         | Redemption      | 15. Apr. 2014        | 2. März 2015                          | Toby Wilkins | Ben Ketai & Evan Charnov |
| 14         | 2         | Schmutzige Hände | Dirty Hands     | 15. Apr. 2014        | 2. März 2015                          | Toby Wilkins | Ben Ketai & Evan Charnov |
| 15         | 3         | Das Beil         | The Hatchet     | 15. Apr. 2014        | 2. März 2015                          | Toby Wilkins | Ben Ketai & Evan Charnov |
| 16         | 4         | Gefangene        | Prisoners       | 15. Apr. 2014        | 2. März 2015                          | Toby Wilkins | Ben Ketai & Evan Charnov |
| 17         | 5         | Abwärtsspirale   | Downward Spiral | 15. Apr. 2014        | 2. März 2015                          | Toby Wilkins | Ben Ketai & Evan Charnov |
| 18         | 6         | Monster          | Monsters        | 15. Apr. 2014        | 2. März 2015                          | Toby Wilkins | Ben Ketai & Evan Charnov |